# Rhinoscapha
Genre
Rhinoscapha est un genre de coléoptères originaires de l'Océanie appartenant à la famille des Curculionidae.

## Description
Les antennes, constituées de douze articles, sont longues, assez fortes et insérées presque à l'extrémité de la trompe. L'article basilaire, épaissi vers l'extrémité, est long et d'une longueur dépassant le tiers de la longueur des antennes. Le troisième article est plus long que le second. Tous deux sont en forme de cône renversé et légèrement poilus. Les quatre derniers articles sont en forme de massue ovale terminée en pointe.
La tête est convexe. Le rostre, long et épais, est carré avec un sillon par-dessus. Le scrobe est oblique. Une fossette est présente en dessous chaque œil entre le sillon et le scrobe des antennes. Les yeux sont oblongs et saillants.
Le corselet est un peu long, de forme cylindrique et rétréci en avant. L'écusson est petit. Les élytres sont plus larges que le corselet à leur base allant en se dilatant vers l'extrémité. Elles sont convexes et se termines en pointe. 
Les cuisses ne présentent pas de dents.

## Taxonomie
Ce genre a été initialement décrit en 1855 par le Révérend Père Jean Xavier Hyacinthe Montrouzier, missionnaire et explorateur naturaliste français, sur la base d'un coléoptère récolté sur l'Île Woodlark (Papouasie-Nouvelle-Guinée).
Le nom Rhinoscapha fait référence à la forme canaliculée de son rostre (rhino (ρῐν) = trompe, scapha (σκάφη) = bateau).
Le genre Rhinoscapha est assez proche du genre Aegorhinus mais ce dernier présente un article basilaire d'une longueur à peine égale à la longueur totale de l'antenne avec le second et le quatrième article de même longueur. Aegorhinus n'a pas le rostre sillonné par-dessus et possède un scrobe des antennes à peu près droit. Il présente également un vestige de dents sur les cuisses et une sorte de carène au-dessus de l'œil.

### Publication originale
- Montrouzier, X. 1855. Essai sur la faune de l'Ile de Woodlark ou Moiou, par le P. Montrouzier, Missionnaire-Mariste, 1851-1852. Annales des sciences physiques et naturelles, d'agriculture et d'industrie. Société d'agriculture, histoire naturelle et arts utiles de Lyon. Deuxième série, VII: 1-114. [p.47] (lire en ligne)

### Espèces
- Rhinoscapha aequata
- Rhinoscapha albaria
- Rhinoscapha albertisi
- Rhinoscapha albipennis
- Rhinoscapha alboguttata
- Rhinoscapha alboplagiatus
- Rhinoscapha alma
- Rhinoscapha amicta
- Rhinoscapha angusta
- Rhinoscapha arrogans
- Rhinoscapha aspersa
- Rhinoscapha aulica
- Rhinoscapha axillaris
- Rhinoscapha azureipes
- Rhinoscapha basilica
- Rhinoscapha batjanensis
- Rhinoscapha beccarii
- Rhinoscapha bicincta Montrouzier, 1855 - (espèce type)[1]
- Rhinoscapha bifasciata
- Rhinoscapha biundulata
- Rhinoscapha bonthaina
- Rhinoscapha bucana
- Rhinoscapha canescens
- Rhinoscapha carinata
- Rhinoscapha chlora
- Rhinoscapha chloropunctata
- Rhinoscapha chrysochlora
- Rhinoscapha cincta
- Rhinoscapha cinnamomea
- Rhinoscapha cobaltinata
- Rhinoscapha consueta
- Rhinoscapha cristovallensis (Montrouzier, 1855)[1]
- Rhinoscapha cruenta
- Rhinoscapha darnleyensis
- Rhinoscapha demissa
- Rhinoscapha diluta
- Rhinoscapha dohrni
- Rhinoscapha dolosa
- Rhinoscapha doriai
- Rhinoscapha douei
- Rhinoscapha dubia
- Rhinoscapha egregia
- Rhinoscapha eluta
- Rhinoscapha evanida

- Rhinoscapha fabriciusi
- Rhinoscapha fausti
- Rhinoscapha fenestrata
- Rhinoscapha formosa
- Rhinoscapha foveolata
- Rhinoscapha funebris
- Rhinoscapha gagatina
- Rhinoscapha ganglbaueri
- Rhinoscapha gebehiana
- Rhinoscapha gemmans
- Rhinoscapha generosa
- Rhinoscapha gestroi
- Rhinoscapha hasterti
- Rhinoscapha hedigeri
- Rhinoscapha heurni
- Rhinoscapha heydeni
- Rhinoscapha humboldtiana
- Rhinoscapha iligana
- Rhinoscapha immaculata
- Rhinoscapha imperfecta
- Rhinoscapha impexa

- Rhinoscapha insignis
- Rhinoscapha integrirostris
- Rhinoscapha intermedia
- Rhinoscapha interrupta
- Rhinoscapha jordani
- Rhinoscapha laevior
- Rhinoscapha lagopyga
- Rhinoscapha lamasonga
- Rhinoscapha lameerei
- Rhinoscapha lapeyrousei

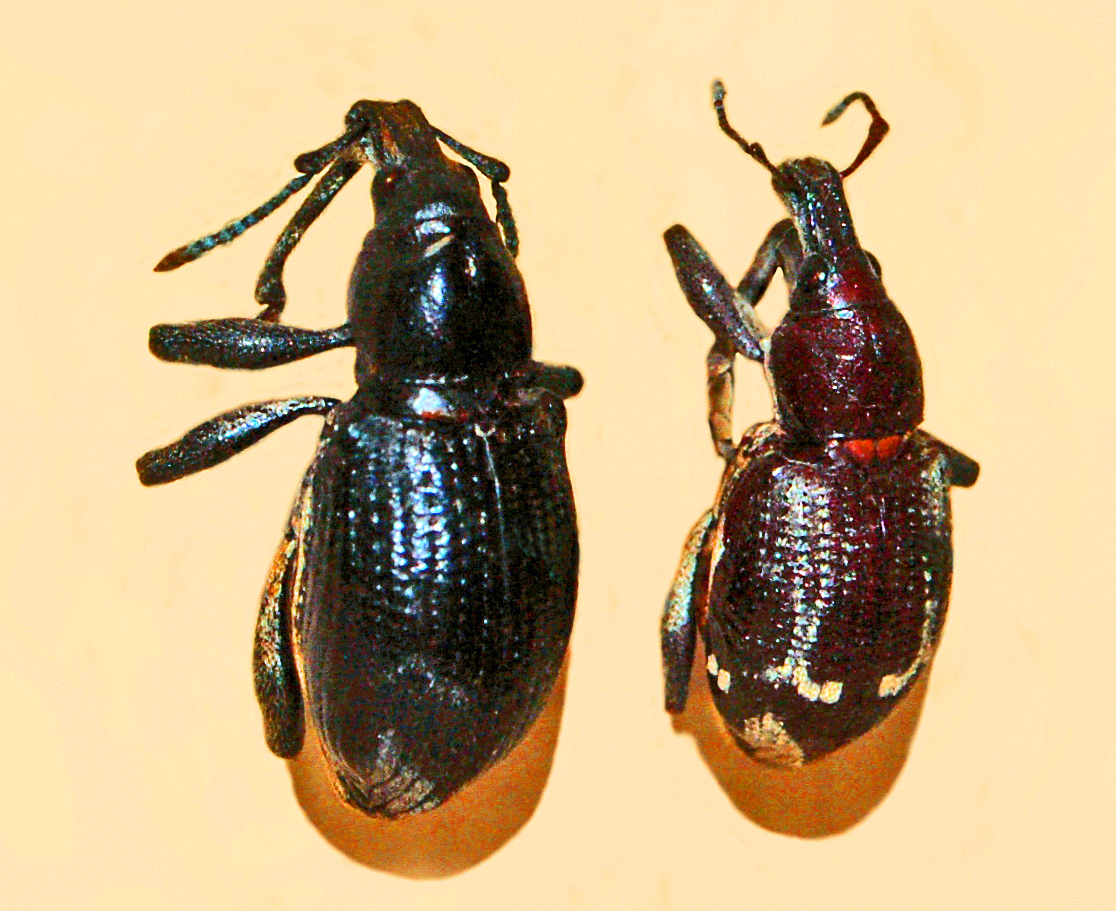
Rhinoscapha funebris

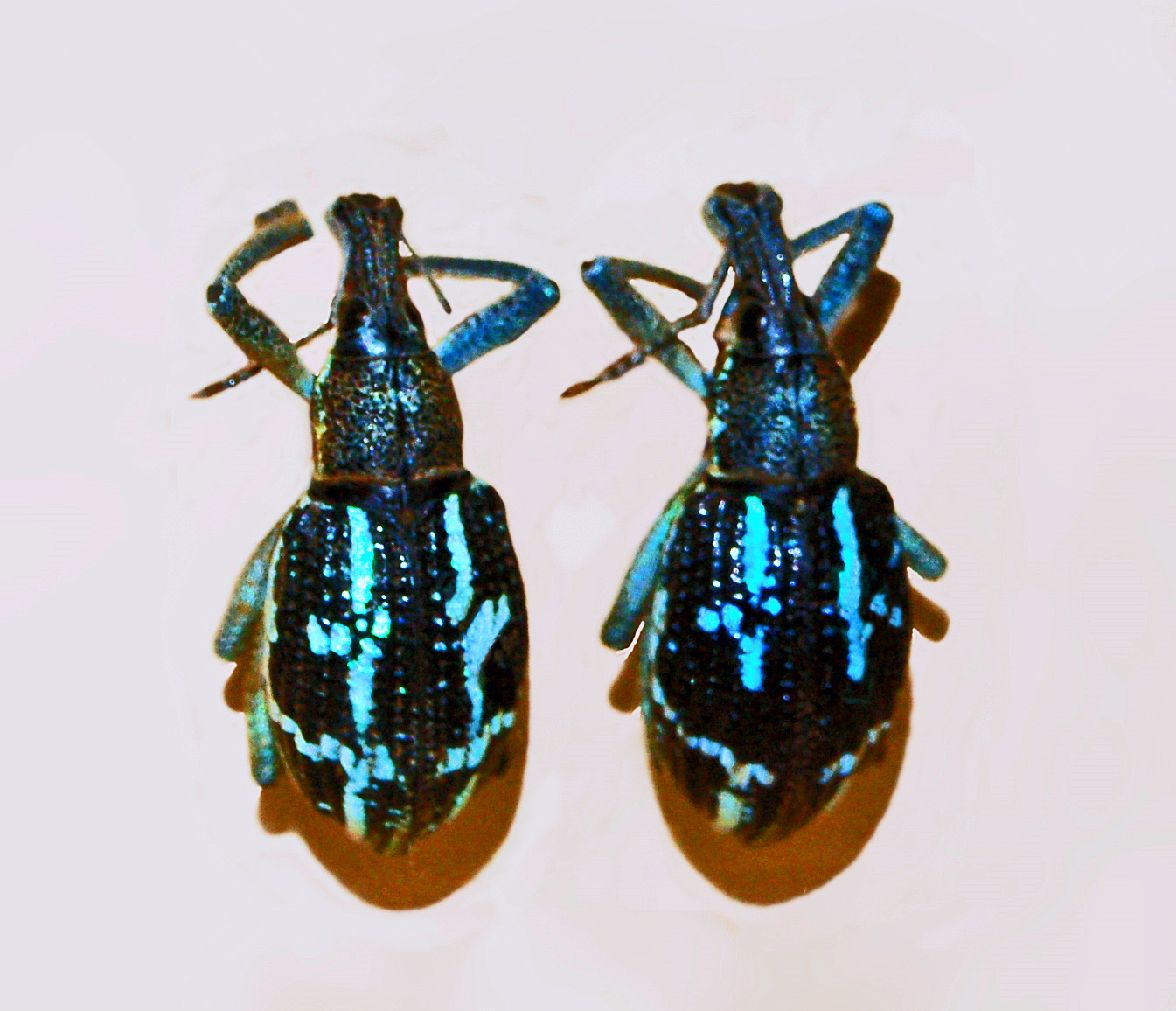
Rhinoscapha insignis

- Rhinoscapha leguilloui (Guérin-Méneville, 1841)[2]
- Rhinoscapha leochroma
- Rhinoscapha litoralis
- Rhinoscapha loriai
- Rhinoscapha lunulata
- Rhinoscapha maclayi
- Rhinoscapha margaritifera
- Rhinoscapha meridiana
- Rhinoscapha merrillei
- Rhinoscapha miliaris
- Rhinoscapha neglecta
- Rhinoscapha nitidifrons
- Rhinoscapha oblita
- Rhinoscapha obsidiana
- Rhinoscapha opalescens
- Rhinoscapha papei
- Rhinoscapha pauperula
- Rhinoscapha perfecta
- Rhinoscapha perversa
- Rhinoscapha plagiata
- Rhinoscapha plicata
- Rhinoscapha primitiva
- Rhinoscapha pulicaria
- Rhinoscapha pulverulenta
- Rhinoscapha ribbei
- Rhinoscapha richteri
- Rhinoscapha roseipes
- Rhinoscapha roseiventris
- Rhinoscapha rothschildi
- Rhinoscapha rufithorax
- Rhinoscapha sanguinicollis
- Rhinoscapha scalaris
- Rhinoscapha schmeltzi
- Rhinoscapha sellata
- Rhinoscapha simplex
- Rhinoscapha sordida
- Rhinoscapha staintoni
- Rhinoscapha staudingeri
- Rhinoscapha stolifera
- Rhinoscapha striatopunctata
- Rhinoscapha stridulatoria
- Rhinoscapha subhumeralis
- Rhinoscapha suturalis
- Rhinoscapha thomsoni
- Rhinoscapha tricolor
- Rhinoscapha tuberculata
- Rhinoscapha uniformis
- Rhinoscapha usta
- Rhinoscapha vana
- Rhinoscapha verrucosa
- Rhinoscapha vibrans
- Rhinoscapha vilis
- Rhinoscapha viridans
- Rhinoscapha viridisparsa
- Rhinoscapha viridula
- Rhinoscapha vollenhoveni
- Rhinoscapha vormanni
- Rhinoscapha wichmanni
- Rhinoscapha x-album
- Rhinoscapha zonata